# Beldringe Sogn
Beldringe Sogn er et sogn i Stege-Vordingborg Provsti (Roskilde Stift).
I 1623 blev Beldringe Sogn anneks til Bårse Sogn. Begge sogne hørte til Bårse Herred i Præstø Amt. Trods annekteringen dannede hvert sogn sin egen sognekommune. Bårse og Beldringe gik frivilligt ind i Bøgebjerg Kommune, som blev dannet i starten af 1960'erne. Den havde 1800 indbyggere i 1965. Det var for lidt, så den blev opløst ved kommunalreformen i 1970. Her blev Bårse og Beldringe så indlemmet i Præstø Kommune, der ved strukturreformen i 2007 indgik i Vordingborg Kommune.
I Beldringe Sogn ligger Beldringe Kirke.
I sognet findes følgende følgende autoriserede stednavne:
- Beldringe (ejerlav, landbrugsejendom)
- Dyrlev (bebyggelse, ejerlav)
- Faksinge (bebyggelse, ejerlav)
- Gishale (bebyggelse)
- Hastrup (bebyggelse, ejerlav)
- Oregårdsvænge (bebyggelse, ejerlav)